# Канистро
Канѝстро (на италиански: Canistro) е село и община в Южна Италия, провинция Акуила, регион Абруцо. Разположено е на 554 m надморска височина. Населението на общината е 1003 души (към 2012 г.).